# Homalomena aromatica
Homalomena aromatica là một loài thực vật có hoa trong họ Ráy (Araceae). Loài này được (Spreng.) Schott mô tả khoa học đầu tiên năm 1832.